# Графът: Любов и чест
Графът: Любов и чест (на испански: El Conde: Amor y honor) е предстояща американска испаноезична теленовела, продуцирана от Сони Пикчърс Телевижън за Телемундо. Версията, разработена от Сандра Веласко и Алехандро Вергара, е базирана на романа Граф Монте Кристо от Александър Дюма. Премиерата е насрочена за 1 юли 2024 г.
В главните роли са Фернандо Колунга и Ана Бренда Контрерас, а в отрицателните – Серхио Сендел и Шантал Андере.

## Актьори
- Фернандо Колунга – Алехандро Гайтан / Граф Хоакин де Монтенегро
- Ана Бренда Контрерас – Мариана Самбрано
- Марджори де Соуса – Кайетана Кара
- Серхио Сендел – Херардо Виляреал
- Шантал Андере – Хосефина де Самбрано
- Виктор Гонсалес – Рикардо Санчес
- Елена Рохо – Гуадалупе де Гайтан
- Омар Фиеро – Бенхамин Самбрано
- Хавиер Диас Дуеняс – Леополдо Виляреал
- Мануел Наваро – Амадор Гусман
- Алехандро Авила – Гилермо Гарса
- Серхио Рейносо – Алфредо Гаярдо
- Ерика де ла Роса – Паулина де Самбрано
- Роберто Романо – Фелипе Самбрано
- Уриел дел Торо – Антонио Родригес
- Сарай Меса – София Самбрано
- Марио Лория
- Летисия Пердигон
- Енок Леано
- Джейсън Ромо
- Патрисия Мартинес
- Антонио Фортие
- Джесика Кох
- Хабиани Понсе де Леон
- Хоб Уерта
- Ани Кабейо
- Лу Росет

## Премиера
Премиерата на Графът: Любов и чест е на 1 юли 2024 г. по Телемундо.

## Продукция

### Развитие
На 15 февруари 2022 г. теленовелата е обявена на събитието за виртуална прожекция на Телемундо. През май 2022 г. поредицата е представена по време на предварителната подготовка на Телемундо за телевизионния сезон 2022–2023. Записите започват през юни 2022 г. и приключват на 30 септември 2022 г.

### Кастинг
На 15 февруари 2022 г. е обявено, че Фернандо Колунга ще изпълнява главната мъжка роля. На 26 май 2022 г. е потвърдено, че Ана Бренда Контрерас ще изпълнява главната женска роля. На 28 май 2022 г. Марджори де Соуза, Омар Фиеро, Шантал Андере и Серхио Сендел се присъединяват сред главния актьорски състав. На 13 юни 2022 г. в прессъобщение е публикуван обширен списък с актьорите.